# جنگ ایران و عثمانی (۱۶۲۹–۱۶۳۱)
سلطان مراد پادشاه عثمانی که پس از آخرین نبرد با شاه عباس دیگر هرگز جرات تعرض به خاک ایران را نیافته بود، به مجرد آگهی از مرگ شاه عباس به آذربایجان و بغداد لشکر کشید. البته مراد چهارم از آخرین پادشاهان جنگنده عثمانی است که پس از او به ندرت کسی از پادشاهان عثمانی در میدان جنگ حاضر می‌شد. خسرو پاشا، وزیر اعظم عثمانی با مأموریت بازپس‌گیری ولایاتی که در زمان شاه عباس از تصرف آنان خارج شده بود، به سوی ایران روانه شد.
در سال ۱۰۳۹ ه.ق. / ۱۶۲۹ میلادی، ابتدا شهرزور را تصرف کرد و مقر فرماندهی خود را در آن قرار داد و با جمع‌آوری تدارکات از حله و اشغال سرزمین اردلان برای هجوم به بغداد آماده شد سپس به بغداد حمله نمود که از ۱۷ صفر ۱۰۳۹ ق (سوم مهر) تا ۸ ربیع‌الثانی (۲۳ آبان) تحت محاصره بود اما نتوانست بغداد را تصرف کند.
خسرو پاشا که مأموریت اصلی‌اش استرداد بغداد بود، گروهی از سپاه خود را همراه با برخی خانهای کُرد به سوی تبریز روانه ساخت. تبریزیان از بیم قتل و غارت، اسباب و اموال خود را در نهان‌خانه‌ها گذاردند و گروهی نیز تبریز را ترک گفتند؛ اما صف‌آرایی سپاه ایران به سرکردگی رستم‌بیک، دیوان بیگی تبریز و نقدی‌بیک شاملو، داروغهٔ فراشخانه در برابر سپاه عثمانی در کنار آجی‌چای، باعث قوت قلب و اطمینان تبریزیان شد. سرانجام، عثمانیان عقب‌نشینی کردند و کاری از پیش نبردند.
در آذربایجان سپاه عثمانی کاری از پیش نبرد و در بغداد با مقاومت صفی قلی خان والی قزلباش آن برخورد که با جسارت و جلادت از آن شهر دفاع کرد و از پیشرفت سپاه دشمن جلوگیری نمود. صفی قلی خان در دفاع از بغداد حدود دوازده هزار نفر به عثمانیان تلفات وارد نمود. در همین ماجرا یک دسته از سپاه ایران به سرکردگی زینل خان شاملو در حدود مریوان از سپاه عثمانی شکست خوردند (رمضان ۱۰۳۸ ه‍.ق.) و بدنبال آن عثمانیها بداخل ایران ریختند.
بخش دیگری از سپاه عثمانی به حوالی همدان رسیده بودند که به دستور شاه صفی مردم این ولایت مهاجرت کرده و به نقاط دیگر رفتند تا از آسیب لشکر دشمن در امان باشند، اما با اعتبار جمعیت سپاه قزلباش حرکت مردم به تعویق افتاد.
در سال ۱۰۳۹ ه.ق. عثمانیها به همدان تاختند و این شهر به تصرف ایشان درآمد و اهالی همدان در شش روز تمام قتل‌عام شدند. خسرو پاشا، محله‌های همدان را میان هفت تن از پاشایان تقسیم کرد و فرمان داد که در یک هفته تمام مردم شهر و حتی حیوانات را بکشند، بناها را ویران کنند و درختان را ریشه‌کن سازند؛ و اگر در پایان این مدت در منطقه‌ای جانداری پیدا شد، یا دیوار و درختی برپا بود، فرمانده آن‌جا خود کشته می‌شود. آن‌گاه در پایان مهلت بازرسان خسرو پاشا، سراسر شهر را جستجو کردند و هر زخمی و بیماری هم که در ویرانه‌ها یافتند، سرش به تیغ رفت. البته از سویی دیگر پادگان ایرانی بغداد (سپاه همدان به فرماندهی صفی قلی خان که بیگلربیگی همدان هم بود) چنان دلاورانه دفاع کردند، که ترک‌ها با شنیدن حرکت شاه صفی برای نجات بغداد، به ترک محاصره آن شهر وادار شده و ناچار به موصل عقب نشستند. از این لشکرکشی سودی عاید عثمانی نشد. بعد از پایان این جنگ بعضی از اطرافیان شاه صفی ذهن او را نسبت به زینل خان بدبین و شاه را برای قتل او ترغیب کردند. لیکن دیری نگذشت که زینل خان مورد غضب شاه واقع شد. به این ترتیب شاه دستور داد تا زینل خان را به حوالی خیمهٔ حرم خود بیاورند، و به دستور وی غلامی از خواجه سرایان به نام بهرام، سر زینل خان سپهسالار را در ششم ذی‌الحجه ۱۰۳۹ ه.ق. از تن جدا کرد.
علت قتل او را ناراحتی شاه از عدم تدبیر و درایت نظامی و اقدامات دور از حزم و استواری او در برابر عثمانی که باعث شکست صفوی شد، ذکر کرده‌اند و این‌که خودسر راه ییلاق پیش گرفت و با دیگران به تکبر و غرور رفتار کردو رأی خود را در امور نظامی برتر می‌پنداشت.
شاه صفی نیز پس از زیارت عتبات به اصفهان برگشت.
سپس شاه صفی در ربیع‌الاول ۱۰۴۴/ اوت ۱۶۳۴ از قزوین به «دارالسلطنهٔ تبریز» آمد و در «دولتخانهٔ مبارکه» اقامت گزید و عده‌ای را برای جلوگیری از ناآرامیها و نیز ممانعت از حملات عثمانیان به نواحی وان و دیگر جاها فرستاد. آن‌گاه نوروز ۱۰۴۴ق/۱۶۳۵م را در تالار دولتخانهٔ تبریز جشن گرفت.